# Euphorbia baueri
Euphorbia baueri es una especie fanerógama perteneciente a la familia de las euforbiáceas. Es originaria de Australia Occidental.

## Taxonomía
Euphorbia baueri fue descrita por Engelm. ex Boiss. y publicado en Prodromus Systematis Naturalis Regni Vegetabilis 15(2): 27. 1862.
Etimología
Euphorbia: nombre genérico que deriva del médico griego del rey Juba II de Mauritania (52 a 50 a. C. - 23), Euphorbus, en su honor – o en alusión a su gran vientre –  ya que usaba médicamente Euphorbia resinifera. En 1753 Carlos Linneo asignó el nombre a todo el género.
baueri: epíteto otorgado en honor del ilustrador y botánico austriaco, Ferdinand Lucas Bauer (1760 - 1826), quien realizó varios viajes a Australia.